# 崔科·顿珠次仁
崔科·顿珠次仁（藏語：མཚོ་སྒོ་དོན་གྲུབ་ཚེ་རིང།，威利转写：mtsho sgo don grub tshe ring，1915年—1982年4月22日），男，藏族，西藏拉萨人，噶厦及中华人民共和国政府官员。第三届全国人大代表，第五届全国政协常务委员。曾为争取国外藏胞回归而努力。

## 生平
崔科·顿珠次仁在西藏和平解放前后任噶厦孜本。他曾为西藏和平解放做出贡献。1956年起，历任西藏自治区筹备委员会办公厅副主任，拉萨市市长，西藏自治区筹备委员会委员、副主任委员，西藏自治区人民委员会副主席，西藏自治区第三届政协副主席和第三届人大常委会副主任。
1982年4月22日，崔科·顿珠次仁因胃癌在拉萨逝世，享年67岁。